# سامح الجباس
سامح الجباس (11 يناير 1974 -) هو طبيب وكاتب ومترجم مصري، له العديد من الإصدارات منها رواية «حبل قديم وعقدة مشدودة» التي نالت على جائزة كتارا للرواية العربية عن فئة الروايات غير المنشورة وفئة الدراما في عام 2015. كما له في الترجمة عن اللغة الإنجليزية «فئران ورجال» للكاتب «جون ستاينبك» وغيره.

## السيرة الذاتية
سامح الجباس، طبيب، وكاتب، ومترجم مصري ولد في 11 يناير 1974، ويقيم حاليا في بورسعيد. بدأت مسيرته الأدبية في عام 2006 حيث نشر مجموعته القصصية الأولى «المواطن المثالي» الصادرة عن دار ميريت للنشر، ثم نشر في العام نفسه روايته الأولى «حي الإفرنج» في عام 2007. صُدر له حتى الآن مجموعة قصصية واحدة، وعشر روايات. كما صدر له في الترجمة عن اللغة الإنجليزية «فئران ورجال» للكاتب جون ستاينبيك، و«القناع الملون» للكاتب سومرست موم، و«أليس في بلاد العجائب» للكاتب لويس كارول. حصل على جوائز عديدة لأعماله الأدبية منها جائزة أفضل رواية من مجمعية الادباء بالقاهرة عن روايته «حي الإفرنج»، وجائزة كتارا للرواية العربية عن روايته «حبل قديم وعقدة مشدودة» في عام 2015 وقد ترجمت الروايته إلى اللغتين الإنجليزية والفرنسية، وغيرهم. عمل الجباس كمدير دعاية وتسويق في شركات أدروية بشرية منذ عام 1999 وحتى عام 2013. وهو الآن عضو نادي القصة بالقاهرة، وعضو اتحاد كتّاب مصر.

## المؤلفات

### مجموعة قصصية
- المواطن المثالي، دار ميريت للنشر، 2006

### روايات
- حي الإفرنج، دار العين، 2007
- وسط البلد، دار اكتب للنشر والتوزيع، 2008
- ساحر، دار مزايا للنشر، 2009
- كريسماس القاهرة، شرقيات، 2011
- لعنة سومانات، دار مزايا للنشر، 2012
- الذئب الأزرق، دار مزايا للنشر، 2012
- بورتو سعيد، شرقيات، 2013
- حبل قديم وعقدة مشدودة، كتارا، 2016
- على سبيل المثال، المركز الثقافي العربي، 2017
- نادي النيل الأسود السري، بيت الياسمين للنشر والتوزيع، 2019

### كتب
- كيف تكتب السيناريو، دار اكتب للنشر والتوزيع، 2019

### ترجمات
- فئران ورجال، الهيئة المصرية العامة للكتاب، 2019 (مترجمة عن اللغة الإنليزية للكاتب جون شتاينبك)
- القناع الملون، آفاق للنشر والتوزيع، 2019 (مترجم عن اللغة الإنجليزية للكاتب سومرست موم)
- سقوط القمر، دار بتانة للنشر والتوزيع، 2019 (مترجم عن اللغة الإنجليزية للكاتب جون شتاينبك)
- أليس في بلاد العجائب، دار بيت الياسمين للنشر والتوزيع، 2019 (ترجمة عن اللغة الإنجليزية للكاتب لويس كارول)

## الجوائز
حاز الجباس على العديد من الجوائز لأعماله الأدبية:
- المركز الأول كأفضل رواية من جمعية الأدباء بالقاهرة عن روايته «حي الإفرنج» في 2009.
- المركز الأول في مسابقة المجلة العربية للكتابة للطفل عن روايته «بحر العواصف» عام 2011.
- منحة الصندوق العربي للثقافة والفنون في الأدب عن روايته «بورتو سعيد» في عام 2011.
- حصل على المركز الأول في جائزة إحسان عبد القدوس في الرواية عن روايته «كريسماس القاهرة» في عام 2011.
- جائزة الرواية في مسابقة جريدة الجمهورية الكبرى في عام 2012.
- جائزة اتحاد كتاب مصر في الرواية عن روايته «بورتو سعيد» في عام 2013
- جائزة كتارا للرواية العربية عن روايته «حبل قديم وعقدة مشدودة» عن فئة الروايات غير المنشورة عام 2015.
- جائزة كتارا للرواية العربية فئة الدراما عن روايته «حبل قديم وعقدة مشدودة» لعام 2015.